# Società Dantesca Italiana

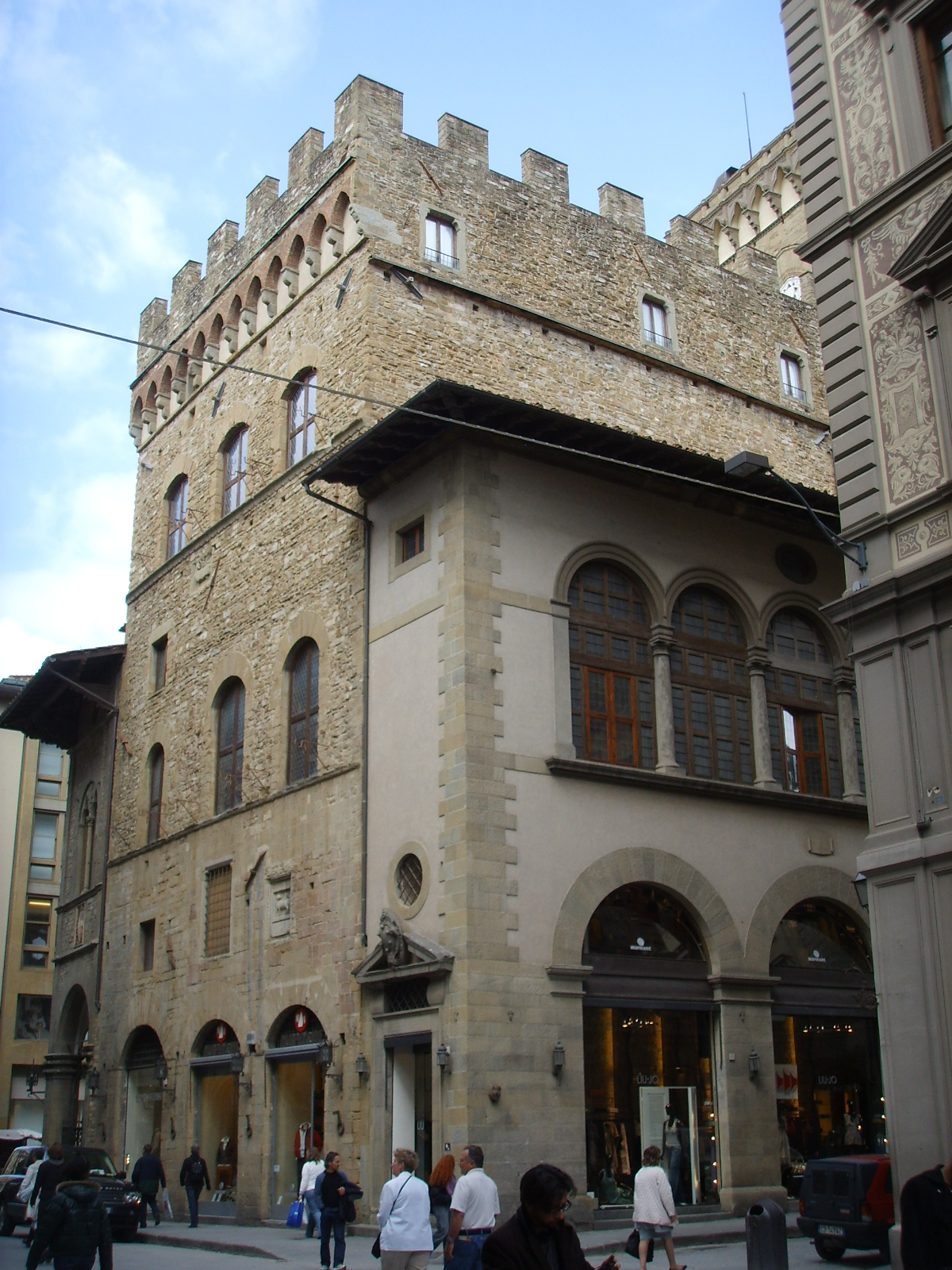
Façade du Palazzo dell'Arte della Lana.

La Società Dantesca Italiana est une association scientifique à but non lucratif italienne dont la vocation est de promouvoir des manifestations et des initiatives en mémoire du poète Dante Alighieri, et en particulier d'encourager la publication d'études sur sa vie et son œuvre.

## Association
La Società Dantesca Italiana est fondée le 31 juillet 1888 dans le salon Léon X du Palazzo Vecchio de Florence. Le premier président en est Pietro Torrigiani, maire de la capitale toscane. Parmi les membres fondateurs, l'on trouve Giovanni Eroli, Guido Biagi, Ruggero Bonghi, Cesare Cantù, Giosuè Carducci, Giuseppe Chiarini, Augusto Conti, Alessandro D'Ancona, Angelo De Gubernatis, Isidoro Del Lungo, Cesare Guasti, Guido Mazzoni, Ernesto Monaci, Carlo Negroni, Enrico Nencioni, Pio Rajna, Giuseppe Rigutini, Giovanni Tortoli et Pasquale Villari.
En 1889, elle édite une édition critique de La Divine Comédie et d'œuvres mineures, suivie de la publication du Bulletin de la société avec des écrits concernant la recherche et des précisions sur la vie et l'œuvre du grand poète qui deviennent des points de référence pour les études de Dante.
En 1890, ses locaux sont devenus permanents à la Bibliothèque Riccardiana et elle institue une bibliothèque. En 1899, la Società ouvre la « Sala di Dante » pour les célébrations du poète. Le 27 avril 1899, Guido Mazzoni inaugure à Orsanmichele le premier cycle de Lecturae Dantis.
La société devient personne morale en 1901 et la Lectura Dantis prend définitivement corps avec des lectures publiques de La Divine Comédie et d'autres œuvres à Orsanmichele. Le siège de la société est transféré en 1904 au prestigieux Palazzo dell'Arte della Lana, en face d'Orsanmichele, où il se trouve toujours.
Michele Barbi fonde en 1920 les études dantesques (Studi Danteschi). Angiolo Orvieto en est le trésorier de 1925 à 1937.
C'est en 1921, pour le VIe centenaire de la mort de Dante, qu'est publiée l'édition Le Opere di Dante, texte critique édité à Florence par Bemporad et réédité en 1960 et en 2011, cette dernière édition étant enrichie d'un essai en introduction d'Enrico Ghidetti.
La Società Dantesca Italiana contribue à l' Edizione Nazionale delle Opere di Dante (Édition nationale des œuvres de Dante).

## Présidents de la Società dantesca

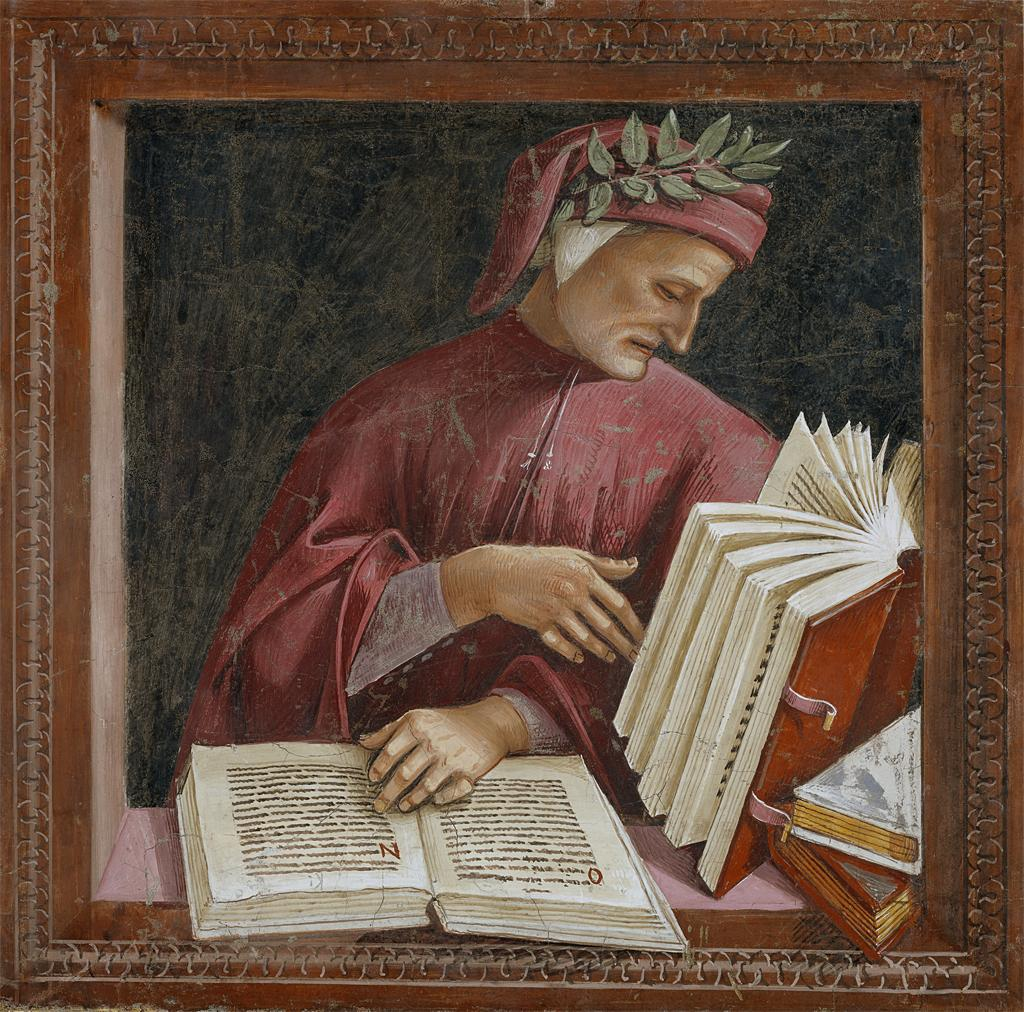
Luca Signorelli, Portrait de Dante, chapelle Saint-Brice de la cathédrale d'Orvieto.

- 1888 : Pietro Torrigiani (président provisoire)
- 1889-1891 : Ubaldino Peruzzi
- 1891-1920 : Pietro Torrigiani
- 1920-1927 : Isidoro Del Lungo
- 1927-1931 : Pio Rajna
- 1931-??? : Guido Mazzoni[10]
- 1938- ??? : Rino Valdameri[11]
- 1944-1948 : Francesco Maggini (commissaire)
- 1948-1956 : Mario Casella
- 1956-1968 : Gianfranco Contini
- 1968-2005 : Francesco Mazzoni
- 2005-2007 : Guglielmo Gorni
- 2007 : Emilio Pasquini
- 2007-2012 : Enrico Ghidetti
- 2012-2016 : Eugenio Giani
- 2016- : Marcello Ciccuto